# جرترود لانغر
جرترود لانغر (بالإنجليزية: Gertrude Langer؛ بالألمانية: Gertrude Langer) هي مؤرخة الفن وصحفية نمساوية وأسترالية، ولدت في 1 يوليو 1908 في فيينا في النمسا، وتوفيت في 19 سبتمبر 1984 في Binna Burra, Queensland ‏ في أستراليا.